# Valleseco
Valleseco (vallée sèche en français) est une commune de la communauté autonome des Îles Canaries en Espagne. Elle est située au centre nord de l'île de Grande Canarie dans la province de Las Palmas, au sud-ouest de Las Palmas de Gran Canaria et au nord-est de Puerto Rico, la montagne dominant le sud de l'île.

## Géographie

### Localisation

Localisation de l'île de Grande Canarie dans les Îles Canaries.
Localisation de Valleseco dans l'île de Grande Canarie.

| Moya   | Firgas    | Arucas                      |
| Moya   | Valleseco |                             |
| Gáldar | Tejeda    | Valsequillo de Gran Canaria |

### Transports
- Route Tejeda - Las Palmas de Gran Canaria

## Démographie
| Année | Population | Densité    |
| ----- | ---------- | ---------- |
| 1991  | 4.421      | 199,95/km² |
| 1996  | 4.383      | 198,23/km² |
| 2001  | 3.949      | 179,5/km²  |
| 2002  | 4.030      | 182,27/km² |
| 2003  | 4.045      | 182,95/km² |
| 2004  | 4.082      | 171,66/km² |
| 2005  | 4.055      | 183,4/km²  |
| 2009  | 3.968      | 179,47/km² |